# Anne Tyler
Anne Tyler (n. 25 octombrie 1941) este un romancier, scriitor de nuvele și critic literar american.
A publicat douăzeci și trei de romane, printre care Cina la restaurantul casei de bolnavi (1982), Turistul accidental (1985) și Lectii de respiratie (1988). Toate trei romane au fost finaliste pentru Premiul Pulitzer pentru ficțiune, iar Lecțiile de respirație a câștigat premiul în 1989. De asemenea, a câștigat Premiul Janet Heidinger Kafka, Premiul pentru carte ambasador și Premiul Cercului Național al Criticilor de Carte . În 2012 a primit Premiul Sunday Times pentru excelență literară. Cel de-al douăzecilea roman al lui Tyler, O bobina de fir albastru, a fost selectat pentru premiul Man Booker în 2015, iar Roscata de pe marginea drumului a fost selectat pentru același premiu în 2020. Este recunoscută pentru personajele pe care le-a dezvoltat pe deplin, pentru „detaliile sale strălucite imaginate și absolut precise”,  „stilul său riguros și ingenios” și „limbajul său inteligent și deschis”. 
Tyler a fost comparata cu John Updike, Jane Austen și Eudora Welty, printre alții.

## Tinerete si educatie
Cea mai mare dintre cei patru copii, s-a născut în Minneapolis, Minnesota . Tatăl ei, Lloyd Parry Tyler, era chimist industrial și mama ei, Phyllis Mahon Tyler, asistentă socială. Amândoi părinții ei erau quakerii care erau foarte activi cu cauze sociale în Midwest și Sud. Familia ei a trăit într-o succesiune de comunități de Quaker din sud până când s-au stabilit în 1948 într-o comună Quaker din Celo, în munții din Carolina de Nord, lângă Burnsville. Așezarea Comunitatii Celo a fost populată în mare parte de obiectisti de conștiință și membri ai filialei liberale  a Societății Prietenilor.Tyler a locuit acolo de la șapte până la unsprezece ani și și-a ajutat părinții și ceilalți să aibă grijă de animale și de agricultură ecologică. În timp ce nu a frecventat școala publică oficială din Celo, lecțiile au fost predate în artă, tâmplărie și gătit în case și în alte materii într-o casă mică. Pregătirea informală timpurie a fost completată de școala de corespondență. 
Prima ei amintire despre propria ei poveste creativă a fost târârea sub paturi de la vârsta de trei ani și „spunerea mie insumi a poveștilor pentru a dormi noaptea". Prima ei carte la vârsta de șapte ani a fost o colecție de desene și povești despre „fetele norocoase ... care au ajuns să meargă spre vest în vagoane acoperite”.  Cartea ei preferată în copilărie era Micuta casa de Virginia Lee Burton. Tyler recunoaște că această carte, pe care a citit-o de multe ori în această perioadă de acces limitat la cărți, a avut o influență profundă asupra ei, arătând „cum au trecut anii, oamenii s-au modificat și nimic nu a putut rămâne la fel”. Această percepție timpurie a schimbărilor de-a lungul timpului este o temă care reapare în multe dintre romanele ei decenii mai târziu, la fel cum însuși Micuta casa apare în romanul ei Cina la restaurantul casei de bolnavi. Tyler descrie, de asemenea, citirea Femeilor mici de douăzeci și două de ori în copilărie. Când familia Tyler a părăsit Celo după patru ani pentru a se muta in Raleigh, Carolina de Nord, Tyler, în vârstă de unsprezece ani, nu frecventase niciodată școala publică și nu folosise niciodată telefonul. Această educație neortodoxă i-a permis să privească „lumea normală cu o anumită distanță și surpriză”. 
Tyler s-a simțit a fi o străină în școlile publice pe care le-a frecventat in Raleigh, un sentiment care a urmat-o aproape toată viața. Ea crede că acest sentiment de a fi un străin a contribuit la devenirea ei ca scriitoare: „Cred că orice fel de situație de separare va face [pentru a deveni scriitor]. În cazul meu, a fost ieșirea din comună ... și încercarea de a ma încadra în lumea exterioară. "  În ciuda lipsei de școlarizare publică înainte de unsprezece ani, Anne a intrat la școală din punct de vedere academic cu mult înaintea majorității colegilor săi de clasă din Raleigh. Cu acces acum la biblioteci, ea i-a descoperit pe Eudora Welty, Gabriel García Márquez, F. Scott Fitzgerald și mulți alții. Eudora Welty rămâne una dintre scriitoarele ei preferate, iar The Wide Net and Other Stories este una dintre cărțile ei preferate; ea a numit-o pe Welty „influența mea de încununare”. Ea ii acorda credit lui Welty că i-a arătat că cărțile ar putea fi despre detaliile cotidiene ale vieții, nu doar despre evenimente majore. În timpul anilor la liceul Needham B. Broughton din Raleigh, a fost inspirată și încurajată de un remarcabil profesor de engleză, Phyllis Peacock. "D-na. Peacock "îl învățase anterior pe scriitorul Reynolds Price, sub care Tyler avea să studieze ulterior la Universitatea Duke . Peacock l-ar învăța mai târziu pe scriitorul Armistead Maupin . La șapte ani de la liceu, Tyler își va dedica primul ei roman publicat „Doamnei Peacock, pentru tot ce ati făcut. " 
Când Tyler a absolvit liceul la vârsta de șaisprezece ani, a vrut să urmeze Swarthmore College, o școală fondată în 1860 de filiala Hicksite a Societății Prietenilor.  Cu toate acestea, ea a câștigat o bursă completă AB Duke  la Universitatea Duke, iar părinții ei au presat-o să meargă la Duke pentru că trebuiau să economisească bani pentru educația celor trei frați mai mici ai săi.   La Duke, Tyler s-a înscris la prima clasă de scriere creativă a lui Reynolds Price, care a inclus și un viitor poet, Fred Chappell . Prețul a fost cel mai mult impresionat de Tyler, în vârstă de șaisprezece ani, descriind-o drept „înspăimântător de matură pentru 16 ani”, „cu ochii mari” și „un străin”.  Ani mai târziu, Price l-ar fi descris pe Tyler drept „unul dintre cei mai buni romancieri în viață din lume, ... care a fost aproape la fel de bun scriitor la 16 ani ca acum”.   Tyler a urmat un curs suplimentar de scriere creativă cu Price și a studiat și cu William Blackburn, care l-a predat și pe William Styron, Josephine Humphreys și James Applewhite la Duke, precum și Price și Chappell. 
În calitate de student, Tyler nu hotărâse încă că vrea să devină scriitoare. Îi plăcea pictura și artele vizuale. De asemenea, a fost implicată în societatea de teatru din liceu și la Duke, unde a jucat în mai multe piese de teatru, interpretând Laura în The Glass Menagerie și Mrs. Gibbs în orașul nostru .    S-a specializat în literatură rusă la Duke - nu engleză - și a absolvit în 1961, la vârsta de nouăsprezece ani, fiind introdusă în Phi Beta Kappa . Având o experiență de literatură rusă, a primit o bursă pentru a absolvi școala în studii slave la Universitatea Columbia . 
A trăi în New York a fost o ajustare pentru ea. Acolo a devenit oarecum dependentă de mersul pe trenuri și metrou: „În timp ce călăream simțeam adesea că sunt ... un ochi enorm care intră în lucruri, le întoarce și le sortează .... Scrierea era singura modalitate” [de a-și exprima observațiile] .  Tyler a părăsit școala postuniversitară Columbia după un an, după ce a terminat cursul, dar nu și teza de masterat. S-a întors la Duke, unde a obținut un loc de muncă în bibliotecă ca bibliograf rus.  Acolo a cunoscut-o pe Taghi Modarressi, rezidentă la psihiatrie infantilă la Duke Medical School și scriitor însuși, iar ei s-au căsătorit un an mai târziu (1963). 

## Carieră

### Scrierea timpurie și primele publicații
În timp ce era licențiată la Duke, Tyler și-a publicat nuvela „Laura” în revista literară Duke Archive, pentru care a câștigat nou-creatul premiu Anne Flexner pentru scriere creativă.   În facultate și înainte de căsătorie, ea a scris numeroase nuvele, dintre care una l-a impresionat pe Reynolds Price, astfel încât el a declarat ulterior că a fost „cea mai terminată, cea mai realizată nuvelă pe care am primit-o vreodată de la un student în cei 30 de ani de predare. . "  „Sfinții din gospodăria lui Caesar” a fost publicat și în Archive și i-a câștigat al doilea premiu Anne Flexner. Această scurtă poveste a dus la întâlnirea ei cu Diarmuid Russell, căruia Price i-a trimis-o cu felicitări. Russell, care a fost agent atât pentru Reynolds Price, cât și pentru „influența de încoronare” a lui Tyler, Eudora Welty, a devenit ulterior agentul lui Tyler.  
În timp ce lucra la biblioteca Duke - înainte și după căsătoria cu Modarressi - Tyler a continuat să scrie nuvele și a început să lucreze la primul ei roman, Dacă va veni vreodată dimineața . În această perioadă nuvelele ei au apărut în The New Yorker, The Saturday Evening Post și Harpers .  După ce cuplul s-a mutat la Montreal - viza lui SUA a lui Modarressi expirase și s-au mutat acolo pentru a-și putea termina rezidența - Tyler a continuat să scrie în timp ce căuta de lucru.   Primul ei roman a fost publicat în 1964, iar The Tin Can Tree a fost publicat anul următor. Ani mai târziu, ea a respins ambele romane, precum și multe dintre nuvelele pe care le-a scris în această perioadă. Ea chiar a scris că „ar vrea să le ardă”.  Ea simte că cea mai mare parte a acestei lucrări timpurii suferă de lipsa unei dezvoltări temeinice a caracterului și de eșecul ei de a reface materialul în mod repetat. 

### O pauză de la scriere: a avea copii, a crește copii - 1965-1970
În 1965 (24 de ani), Tyler a avut primul ei copil, o fiică pe care au numit-o Tezh. Doi ani mai târziu s-a născut a doua fiică, Mitra. În această perioadă, cuplul s-a mutat la Baltimore, MD, deoarece Taghi și-a terminat rezidența și a obținut un post la Facultatea de Medicină a Universității din Maryland.  Odată cu mișcările, schimbările de locuri de muncă și creșterea a doi copii mici, Tyler a avut puțin timp sau energie pentru a scrie și nu a publicat nimic între 1965 și 1970.  S-a stabilit confortabil în orașul Baltimore, unde a rămas și unde și-a setat majoritatea romanelor ulterioare. Baltimore este, în general, considerat a avea un adevărat amestec de cultură sudică și nordică. De asemenea, se află într-o zonă cu o prezență considerabilă a quakerilor, iar Tyler în cele din urmă și-a înscris ambele fiice la o școală locală Friends.  În această perioadă a început să scrie recenzii literare pentru jurnale, ziare etc. pentru a oferi familiei venituri suplimentare; va continua această ocupare până la sfârșitul anilor 1980, scriind aproximativ 250 de recenzii în total.  În timp ce această perioadă nu a fost productivă pentru cariera sa de scriitor, Tyler simte că de data aceasta și-a îmbogățit spiritul și experiența și, la rândul său, i-a conferit scrierii ulterioare o mai mare profunzime, întrucât avea „mai mult un sine din care să vorbească”. 

### Recunoaștere tot mai mare ca romancier - 1970-1980
Tyler a început să scrie din nou în 1970 și a publicat încă trei romane până în 1974 - A Slipping-Down Life, The Clock Winder și Celestial Navigation . În opinia ei, scrierea sa s-a îmbunătățit considerabil în această perioadă; odată cu intrarea copiilor la școală, a reușit să-i acorde mult mai multă atenție decât fusese posibil de când a absolvit Duke.  Cu Celestial Navigation, Tyler a început să primească recunoaștere la nivel național: Gail Godwin i-a dat o recenzie foarte favorabilă în New York Times Review of Books .  Deși nu este mândră de primele sale patru romane, Tyler consideră acest al cincilea roman unul dintre preferatele ei. A scris o carte dificilă de scris, deoarece a necesitat rescrierea proiectului după proiect pentru a-i dezvolta cu adevărat înțelegerea personajelor.  John Updike a dat o recenzie favorabilă următorului ei roman, Căutând Caleb, scriind: „Amuzant și liric și adevărat, rafinat în detaliile sale și ambițios în designul său ... Acest scriitor nu este doar bun, ci este rău de bun”.  Ulterior, el a continuat să se intereseze de munca ei și a analizat și următoarele patru romane.  Morgan's Passing (1980) a câștigat Premiul Janet Heidinger Kafka pentru ficțiune și a fost nominalizat atât la American Book Awards, cât și la National Book Critics Circle Award .  Joyce Carol Oates i-a dat o recenzie bună în Mademoiselle : „Fascinant…. O poveste de dragoste atât de neconvențională, încât pare să-i surprindă pe ei înșiși pe protagoniști. "  

### Recunoașterea națională realizată
Cu următorul ei roman, Tyler a ajuns cu adevărat ca un artist recunoscut în lumea literară. Al nouălea roman al lui Tyler, Dinner at the Homesick Restaurant, pe care o consideră cea mai bună lucrare a sa fost finalistă pentru Premiul Pulitzer, Premiul PEN / Faulkner și Premiul American Book pentru ficțiune în 1983. În recenzia sa din New Yorker, John Updike a scris: „Arta ei avea nevoie doar de întunecarea care să îi ofere soliditate schițelor frumos formate ... În al nouălea roman, ea a ajuns la un nou nivel de putere.”  Cel de-al zecelea roman al său, Turistul accidental, a primit premiul Cercului Național al Criticilor de Carte pentru ficțiune în 1985, Premiul de carte ambasador pentru ficțiune în 1986 și a fost finalist pentru Premiul Pulitzer în 1986. A fost, de asemenea, transformat într-un film din 1988 cu William Hurt și Geena Davis în rolurile principale. Popularitatea acestui film bine primit a sporit și mai mult conștientizarea publicului în legătură cu munca ei. Cel de-al 11-lea roman, Lecții de respirație, a primit Premiul Pulitzer pentru ficțiune în 1989 și a fost „Cartea anului” a revistei Time.  A fost adaptat într-un film TV din 1994, la fel ca în cele din urmă alte patru romane ale sale.  
De la Premiul Pulitzer cu lecții de respirație, Tyler a scris încă opt romane, toate primind recenzii favorabile; mulți au fost selecțiile principale ale Clubului Cartii Lunii și au devenit Bestsellers din New York Times . Ladder of Years a fost aleasă de Time Magazine ca una dintre cele mai bune zece cărți din 1995. A Patchwork Planet a fost o carte notabilă din New York Times (1999). Saint Maybe (1991) și Back When We Were Grownups (2001) au fost adaptate în filme TV în 1998 și, respectiv, 2004.   În romanul ei din 2006 Digging to America, ea a explorat modul în care o imigrantă din Iran, care locuiește în SUA de 35 de ani, tratează cu „exteriorul” ei, perspective cu care Tyler este bineînțeles foarte familiar personal.
Pe lângă romanele sale, Tyler a publicat nuvele în The New Yorker, The Saturday Evening Post, Redbook, McCall's și Harper's, dar acestea nu au fost niciodată publicate ca colecție.   Poveștile ei includ „Valuri medii în apele neprotejate” (1977), „Ținând lucrurile împreună” (1977) și „Teenage Wasteland” (1983). Între 1983 și 1996, ea a editat trei antologii: Cele mai bune nuvele americane 1983, Cel mai bun din sud și Cel mai bun din sud: Cel mai bun din a doua decadă .

## Viata personala
În 1963, Tyler s-a căsătorit cu psihiatrul și romancierul iranian Taghi Mohammad Modarressi. Modarressi, în vârstă de 10 ani, părăsise Iranul și familia sa ca refugiat politic la vârsta de 25 de ani.   După un an și jumătate de stagiu în Wichita, Kansas, a obținut rezidențiat în psihiatrie infantilă la Școala de Medicină a Universității Duke. Acolo l-a cunoscut pe Tyler și le-a descoperit interesul comun pentru literatură.  Modarressi scrisese două romane premiate în persană și la fel era un scriitor destul de desăvârșit. Mai târziu a scris alte trei romane, dintre care două Tyler însăși a ajutat-o să traducă în engleză ( Cartea oamenilor absenți și Regulile de etichetă ale pelerinului ).   În anii 1980, Modarressi a înființat Centrul pentru Studiul Copilului din Baltimore și Grădina Terapeutică Cold Spring Family Center din Pimlico, MD, care se ocupa de copii care au suferit traume emoționale.  Modarressi a murit în 1997, la vârsta de 65 de ani, de limfom.
Tyler și Modarressi au avut două fiice, Tezh și Mitra. Ambii împărtășesc interesul mamei lor și talentul pentru pictură. Tezh este un fotograf profesionist și un artist care lucrează în principal în uleiuri  care a pictat coperta romanului mamei sale, Scara anilor .  Mitra este un ilustrator profesionist care lucrează în principal în acuarele. A ilustrat șapte cărți, inclusiv două cărți pentru copii, co-autor alături de Tyler ( Tumble Tower și Timothy Tugbottom Says No! ).  
Tyler locuiește în cartierul Roland Park din Baltimore, Maryland, unde sunt amplasate majoritatea romanelor sale. Astăzi, turiștii pot face chiar un „turneu Anne Tyler” al zonei.  De ceva timp, ea a fost remarcabilă printre cei mai bine vânduti romancieri contemporani, deoarece rareori a acordat interviuri față în față, nu a făcut turnee de carte și nu a făcut alte apariții publice. În 2012, ea a încălcat această politică și a acordat primul său interviu față în față în aproape 40 de ani; ulterior, Mark Lawson a intervievat-o la BBC Radio în 2013 despre abordarea ei de a scrie.   În 2015, ea a discutat despre cel de-al 20-lea roman al său, A Spool of Blue Thread, într-un interviu radio în direct cu Diane Rehm și cu cei care au sunat la The Diane Rehm Show . 

## Stil de scriere, influențe și filozofie
Romanele Anne Tyler au fost recenzate și analizate de numeroși colegi autori, cărturari și critici profesioniști. Rezumatul care urmează despre natura operei sale se bazează pe descrieri și înțelegeri selectate de un număr limitat dintre numeroșii literati distinși care și-au revăzut lucrările. De asemenea, Tyler însăși a dezvăluit multe despre propria sa scriere prin interviuri. Deși a refuzat să participe la interviuri față în față până de curând, a participat la numeroase interviuri prin e-mail de-a lungul anilor. Aceste interviuri prin e-mail au furnizat materiale pentru biografii, articole din reviste, ghiduri pentru cititori și materiale de instruire.

### Clasificarea literaturii ei
Tyler a fost ocazional clasificat ca „autor sudic” sau „autor american modern”. Categoria sudică pare rezultatul faptului că a crescut și a mers la facultate în sud. De asemenea, a admirat și / sau a studiat sub autorii cunoscuți ai sudului Eudora Welty și Reynolds Price. Într-un interviu rar acordat The New York Times, Tyler a citat-o pe Eudora Welty ca fiind o influență literară majoră: „Citirea lui Eudora Welty când eram mare mi-a arătat că lucrurile foarte mici sunt adesea cu adevărat mai mari decât lucrurile mari”.  Cu toate acestea, poetul și autorul Katha Pollitt notează: „Este greu să clasificăm romanele Anne Tyler. Aceștia sunt sudici în sensul lor sigur de familie și loc, dar nu au gustul pentru violență și gotic care caracterizează adesea literatura sudică conștientă. Ele sunt moderne în tehnicile lor fictive, totuși complet nepăsate de momentul contemporan ca subiect, astfel încât, doar cu luxații minore, poveștile ei ar fi putut la fel de bine să aibă loc în anii douăzeci sau treizeci. " 
De asemenea, este dificil să se clasifice Tyler în termeni de teme; după cum ea însăși observă: „Nu mă gândesc la munca mea în termeni de teme. Încerc doar să spun o poveste. "  Tyler continuă să spună: „Orice mari„ întrebări de viață ”care apar în romanele mele sunt accidentale - nu este un motiv pentru care scriu romanul în primul rând, ci fie (1) întrebări care îmi absorb personajele, în afară de mine, fie (2) ocazional, întrebări care pot fi tematice pentru propria mea viață în acest moment, chiar dacă nu sunt pe deplin conștient de ele. Răspunsurile, dacă vin, provin din experiențele personajelor, nu din ale mele și adesea mă trezesc văzând acele răspunsuri cu un fel de surpriză îndepărtată, nedumerită. " 

### Personaje și descrieri detaliate
În lucrările lui Tyler, personajele sunt forțele motrice din spatele poveștilor și punctul de plecare pentru scrierea ei: „Fac un punct de a scrie fiecare fațetă imaginabilă a personajelor mele înainte de a începe o carte, încercând să le cunosc, așa că pot afla cum vor reacționa în orice situație ... . Motivul meu pentru care scriu acum este să trăiesc alte vieți decât ale mele și fac asta prin adâncirea din ce în ce mai profundă .... până ajung în centrul acelor vieți. " 
Magia romanelor sale începe cu abilitatea ei de a crea acele personaje în mintea cititorului prin utilizarea detaliilor remarcabil de realiste. Încă din 1976, Pollitt și-a descris abilitățile în acest fel: „Tyler [este] lustruind din ce în ce mai strălucit un meșteșug pe care mulți romancieri nu-l mai consideră esențial scopului lor: desfășurarea personajului prin detalii strălucite imaginate și absolut precise”.  Doisprezece ani mai târziu, Michiko Kakutani, în recenzia sa despre lecțiile de respirație, a înălțat „abilitatea ei de a selecta detalii care dezvăluie exact cum se simt și gândesc personajele ei” și „darul pentru simpatie, pentru prezentarea cazului fiecărui personaj cu umor și compasiune”.  Mai târziu, Kakutani a menționat că „fiecare personaj din Sfântul Poate a fost complet redat, completat cu o viață interioară palpabilă și fiecare a fost încadrat, ca o piesă de puzzle tăiată manual, în matricea vieții de familie”.  Carol Shields, care scrie și despre personajele ei, observă: „Tyler și-a pus mereu personajele la lucru. Ocupațiile lor deseori umile sau excentrice, atent observate și filetate cu umor, sunt strâns cusute de celelalte părți ale vieții lor, oferindu-le beneficiul mixt al plictiselii și al consolării, precum și o scenă luminată pentru desfășurarea sinelui lor dramatic. De asemenea, ea le oferă bărbaților și femeilor o oportunitate de răscumpărare. " 
Tyler a explicat în mod clar importanța personajelor sale pentru poveștile ei: „În ceea ce mă privește, caracterul este totul. Nu am văzut niciodată de ce trebuie să arunc și eu un complot. "  Într-un interviu anterior (1977), ea a declarat că „adevărata bucurie a scris este modul în care oamenii îl pot surprinde. Oamenii mei rătăcesc în jurul studiului meu până când romanul este terminat. Unul dintre motivele pentru care sunt foarte atent să nu scriu despre oameni care nu-mi plac. Dacă găsesc pe cineva care se strecoară în care nu prea îmi place, îl scot de obicei. "  Pollitt remarcase chiar mai devreme cum personajele lui Tyler par să ia o viață proprie pe care ea nu pare să o controleze în totalitate: „Invențiile ei complexe, crotchety ne surprind, dar se simte că și ei o surprind”. 

### Realismul prin detalii
Așa cum Tyler este dificil de clasificat ca romancier, este, de asemenea, o provocare să etichetezi stilul ei. Romancierul Cathleen Schine descrie modul în care „stilul fără stil” reușește să atragă cititorul în poveste: „Atât de riguros și de ingenios este stilul fără stil, atât de măsurat și delicat este fiecare observație, atât de complexă este structura și atât de inteligentă și deschideți limbajul, pentru ca cititorul să se relaxeze, să se simtă sigur în narațiune și să experimenteze opera ca pe ceva real și natural - chiar inevitabil. "  Cronica din San Francisco a menționat un punct similar: „Nu citești atât de mult un roman Tyler, ci îl vizitezi. Abilitatea ei de a purta mai multe conversații simultan în timp ce duce mâncarea la masă transformă actul de a citi într-un fel de transport. "  Recenzorul Tom Shone a spus-o astfel: „Ești implicat înainte să observi vreodată că ai acordat atenție”.  Joyce Carol Oates, în recenzia sa despre Căsătoria amatorilor, a descris poate cel mai bine fenomenul: „Când romanul realist își va face magia, nu vei fi citit pur și simplu despre experiențele personajelor fictive, se pare că le-ai fi trăit; cunoștințele tale despre viața lor le depășesc pe ale lor, pentru că ele pot trăi doar în timp cronologic. Experiența citirii unei astfel de ficțiuni atunci când este compusă cu atenție poate fi uluitoare, ca și când i s-ar da puterea magică de a retrăi pasaje din propriile noastre vieți, indescifrabile în momentul în care sunt trăite. " 

### Concentrați-vă pe familie și căsătorie
În timp ce Tyler însăși nu-i place să se gândească la romanele ei în termeni de teme, numeroși recenzori și cercetători au remarcat importanța relațiilor de familie și căsătorie pentru personajele și poveștile ei. Liesl Schillinger a rezumat: „Luate împreună, lumile distincte, dar suprapuse, ale romanelor sale au format o înregistrare literară Sensurround a familiei americane din secolul XX - sau, cel puțin, a familiilor arhetipale mândre, dar tulburate, care ... o interesau cel mai mult”.  Michiko Kakutani, critic câștigător al Premiului Pulitzer pentru The New York Times, revizuiește romanele lui Tyler de peste 25 de ani. Ea a remarcat frecvent temele lui Tyler în ceea ce privește familia și căsătoria. Revizuind Busola lui Noe, Kakutani afirmă că „preocuparea centrală a majorității personajelor acestui autor a fost întotdeauna nevoia lor de a se defini în termeni de familie - gradul în care se văd ca creaturi modelate de genetică, amintiri din copilărie și așteptări ale părinților și soților și gradul în care sunt conduși să îmbrățișeze propriile identități independente. " .  Acesta este un exemplu de unde Anne Tyler a obținut unele dintre caracteristicile ei, fiind capabilă să fie independentă și să se cunoască pe ea însăși prin scrierea ei.
Revizuind Sfântul Poate, Jay Parini descrie modul în care personajele lui Tyler trebuie să se ocupe de „familiile ciudate ale doamnei Tyler, pe care orice terapeut care se respectă le-ar numi„ disfuncționale ”.O forță centripetă inexplicabilă aruncă aceste rude una peste alta, le prinde într-o spirală interioară amețitoare de obligație, afecțiune și vinovăție de modă veche - precum și un dor inexprimabil pentru o familie perfectă sau „normală” într-un trecut îndepărtat care nu a fost niciodată cu adevărat . Aproape fiecare roman al lui Anne Tyler începe cu o pierdere sau absență care reactivează în familie un sens primordial al său însuși. "  Larry McMurtry a scris: „... în carte după carte, frații sunt atrași inexorabil înapoi acasă, ca și cum părinții sau (mai des) bunicii ar fi plantat magneți mici în ei, care pot fi activați odată ce au văzut cum este lumea extrafamilială .... mai devreme sau mai târziu, nevoia de a fi alături de oameni care sunt cu adevărat familiari - frații și surorile lor - îi copleșesc. " 
Romancierul Julia Glass a scris în mod similar despre familiile personajelor lui Tyler: „Ceea ce face ca fiecare poveste să fie distinctă este modul particular în care personajele sale se răzvrătesc împotriva granițelor ereditare, fac față unor crize fatidice sau stabilesc relații cu noii cunoscuți care le clatină lumea”.  În același mod, Glass menționează rolul frecvent al luptelor de căsătorie în opera sa: „Încă o dată, Tyler își manifestă geniul pentru portretizarea incisivă și savuroasă a căsătoriei, a nenumăratelor moduri perverse în care doi indivizi susțin o existență comună”.  McMurty spune acest lucru: „Soartele familiilor [Tyler] depind de lupte lungi între bărbații semiatentivi și femelele semiobsesate. În investigația pacientă a acestor lupte, domnișoara Tyler a produs un corp de ficțiune foarte satisfăcător. 

### Trecerea timpului și rolul evenimentelor mici, întâmplătoare
Rolul trecerii timpului și impactul său asupra personajelor lui Tyler este întotdeauna prezent. Poveștile din multe dintre romanele ei se întind pe decenii, chiar dacă doar prin flashback-uri. Joyce Carol Oates a subliniat rolul timpului în acest mod: „[romanele lui Tyler] se mișcă uneori ca și cum ar fi fără complot în deriva șerpuitoare a vieții reale, timpul în sine constituie„ complot ”: sensul este revelat printr-o dublare timpul în fulgere de memorie acumulată, acele momente sporite pe care James Joyce le- a numit în mod adecvat epifanii. Detaliile vieții de familie pot da o semnificație uimitoare văzută din perspectiva corectă, așa cum ne arată Tyler. "  În ceea ce privește aceste amănunte, Tyler însăși comentează: „În ceea ce privește evenimentele uriașe față de evenimentele mici: cred că toate contează. Toate dezvăluie caracterul, care este factorul care mă preocupă cel mai mult ... Totuși, mă fascinează faptul că micile detalii pot fi atât de semnificative. " 
Kakutani l-a descris pe Saint Maybe într-o manieră similară: „Mergând înainte și înapoi printre punctele de vedere ale diferitelor personaje, doamna Tyler urmărește două decenii în viața Bedloes, arătându-ne evenimentele mari și mici care modelează viețile membrilor familiei și modurile aproape imperceptibile în care sentimentele de dragoste și obligație familială mută de-a lungul anilor. "  Din nou în recenzia sa despre Lecțiile de respirație, Kakutani percepe că „este capabilă, cu harul și mărinimia ei obișnuită, să facă o cronică a legămintelor mereu schimbătoare făcute de părinți și copii, soți și soții și, în acest sens, să descrie atât pierderile - și răscumpărări - lucrate de trecerea timpului. "  Tyler însuși cântărește în continuare asupra modului în care evenimentele mici pot avea impact asupra relațiilor: „Îmi place să mă gândesc la întâmplare - la modul în care un mic cuvânt auzit, o pietricică într-un pantof, poate schimba universul. . . Adevărații eroi pentru mine din cărțile mele sunt mai întâi cei care reușesc să îndure. " 

## Critică
Tyler nu este lipsită de critici. Cea mai frecventă critică este că lucrările ei sunt „sentimentale”, „dulci” și „fermecătoare și confortabile”.  John Blades, critic literar pentru Chicago Tribune, a criticat The Accidental Tourist (precum și toate romanele sale anterioare) drept „artificial dulce” și „nerealist”.  Observer lui Adam Mars-Jones a declarat, în recenzia lui de amatori căsătorie: «Tyler pare a oferi lapte și prăjituri.»  Kakutani, de asemenea, a lamentat ocazional o „drăgălășenie plictisitoare”, remarcând faptul că „romanele ei - cu eroii lor excentrici, detaliile lor de acasă, comploturile lor improbabile, adesea încântătoare - au cochetat adesea cu drăgălașia". 
Într-un interviu recent, Tyler a răspuns unor astfel de critici: „În primul rând cred că este un fel de adevărat. Aș spune pisică și oțet pentru [Philip] Roth și pentru mine lapte și prăjituri. Nu pot nega asta ... [Cu toate acestea] există mai multe avantaje în unele dintre limbajele mele ușoare decât își dau seama oamenii. "  Deoarece aproape toată opera lui Tyler acoperă același teritoriu - relații de familie și de căsătorie - și se află în același cadru, ea a fost criticată pentru că este repetitivă și formulată.   Revizuind The Patchwork Planet, Kakutani afirmă: „Personajele anterioare ale doamnei Tyler au avut tendința de a fi situate într-o matrice groasă de relații familiale fin nuanțate care au ajutat la definirea atât a viselor lor, cât și a limitărilor lor; oamenii din acest roman, în schimb, par mult mai asemănători lupi singuratici, trageți în acest fel și acela de corzile de marionetă ale autorului…. Faimoasa abilitate a doamnei Tyler de a limita detaliile zilnice ale vieții se simte, de asemenea, obosită și formulată de data aceasta ... În ceea ce privește micile detalii, doamna Tyler se împrăștie peste povestea ei ... și ele au o atingere vopsită după numere. Acestea se adaugă la un roman patchwork care se simte hokey, mecanic. . . și da, prea drăguț. 
Tyler a fost criticată și pentru natura personajelor sale masculine „Sad Sack” și „lipsa lor de testosteron”.  Tyler nu a fost de acord cu această critică: „Oh, asta mă deranjează întotdeauna atât de mult. Nu cred că sunt wimps. Oamenii spun mereu că înțelegem că scrieți despre personaje ciudate și cred că nu este toată lumea ciudată? Dacă te uiți foarte atent la cineva, vei găsi impedimente, atât pentru femei, cât și pentru bărbați. " 

## Obiceiuri legate de munca
De-a lungul ultimelor două decenii, Tyler și-a exprimat destul de mult atenția asupra obiceiurilor sale de lucru - atât în articole scrise, cât și în interviuri. Este foarte disciplinată și consecventă în ceea ce privește programul și mediul ei de lucru. Ea începe să lucreze dimineața devreme și, în general, lucrează până la ora 14. De când s-a mutat în cartierul Roland Park din Baltimore, a folosit o cameră mică, ordonată la colț în casa ei, unde singurele distrageri sunt sunetele „copiilor care se joacă afară și păsărilor”.   Ea a remarcat că, la începutul zilei, să faci primul pas - adică să intri în camera ei din colț - poate fi dificil și descurajant. Ea își începe scrierea prin revizuirea muncii din zilele anterioare și apoi așezată și privind în spațiu o vreme. Ea descrie această fază a scrierii ca pe o „extensie a visării cu ochii”, și se concentrează asupra personajelor ei. 
De-a lungul anilor, Tyler a păstrat fișiere de cărți de notițe în care au fost înregistrate idei și observații. Personaje, descrieri și scene apar adesea din aceste note.   Ea spune că actul de a pune cuvinte pe hârtie pentru ea este un „proces foarte mecanic”, care implică o serie de pași: (1) scrierea mai întâi cu mână lungă pe hârtie fără căptușeală, (2) revizuirea versiunilor cu mână lungă, (3) tastarea întreg manuscris, (4) rescriere cu mână lungă, (5) citire într-un magnetofon în timp ce ascultați „note false”, (6) redarea în aparatul unui stenograf folosind butonul de pauză pentru a introduce modificări.  Poate fi destul de organizată, mergând atât de departe încât să traseze planurile casei și să contureze cronologia tuturor personajelor dintr-un roman dat. 
Sfatul lui Tyler scriitorilor începători: „Ar trebui să se epuizeze și să cumpere lucrările lui Erving Goffman, sociologul care a studiat semnificația gestului în interacțiunile personale. Am motive să mă gândesc la Erving Goffman aproape în fiecare zi din viața mea, de fiecare dată când văd oameni care fac ceva inconștient care dezvăluie mai mult decât vor ști vreodată despre interioarele lor. Nu sunt intrigante ființele umane? Aș putea continua să scriu despre ele pentru totdeauna. " 

### Romane
- Dacă vine dimineața (1964)
- The Tin Can Tree (1965)
- A Slipping-Down Life (1970)
- The Clock Winder (1972)
- Navigare celestă (1974)
- Căutând Caleb (1975)
- Posesiunile pământești (1977)
- Trecerea lui Morgan (1980)
- Cina la restaurantul Homesick (1982)
- Turistul accidental (1985)
- Lecții de respirație (1988)
- Sfântul Poate (1991)
- Scara anilor (1995)
- A Patchwork Planet (1998)
- Înapoi când eram adulți (2001)
- Căsătoria amatorilor (2004)
- Săpat în America (2006)
- Compasul lui Noe (2010)
- Adio începător (2012)
- O bobină de fir albastru (2015)
- Vinegar Girl (2016) [47]
- Clock Dance (2018)
- Redhead by the Side of the Road ( 2020)

### Alte
- Tumble Tower (1993) O carte pentru copii ilustrată de fiica ei Mitra Modarressi
- Timothy Tugbottom spune că nu! (2005) O carte pentru copii ilustrată de Mitra Modarressi

### Povești necolectate
Deși nuvelele lui Tyler au fost publicate în The New Yorker, The Saturday Evening Post, Redbook, McCall's și Harper's, acestea nu au fost publicate ca o colecție. Poveștile ei includ:
- „A Street of Bugles”, The Saturday Evening Post, 30 noiembrie 1963
- „Apă uscată”, The Southern Review, primăvara anului 1965
- „Nu te voi mai întreba din nou”, Harper's, septembrie 1965
- „Pe măsură ce Pământul îmbătrânește”, The New Yorker, 29 octombrie 1966
- „Genele de blană geniale”, Mademoiselle, ianuarie 1967
- „Mașina de ceai”, The Southern Review, iarna 1967
- „The Feather Behind the Rock”, The New Yorker, 12 august 1967
- "Cine și-ar dori un băiețel?" Ladies Home Journal, mai 1968
- "The Courtesies Common", McCall's, iunie 1968 - și The Henry Henry Prize Stories 1969
- „Cu toate steagurile zburând” , Cartea roșie, iunie 1971 - și Poveștile cu Premiul O. Henry din 1972
- „Cheltuieli”, Shenandoah, iarna 1973
- „Oul de bază”, The Southern Review, vara anului 1973
- „Teren neutru”, cercul familiei, noiembrie 1974
- „Jumătate-adevăruri și semi-minuni” , Cosmopolitan, decembrie 1974
- „A Knack for Languages”, The New Yorker, 13 ianuarie 1975
- „Familia artificială”, The Southern Review, vara anului 1975
- "The Geologist's Maid", The New Yorker, 28 iulie 1975
- „Some Sign That I Ever Made You Happy”, McCall's, octombrie 1975
- „Locul tău este gol”, The New Yorker, 22 noiembrie 1976 - și cele mai bune nuvele americane din 1977
- „Ținând lucrurile împreună”, The New Yorker, 24 ianuarie 1977
- „Valuri medii în apele neprotejate”, The New Yorker, 28 februarie 1977
- „Foot-Footing On” , Mademoiselle, noiembrie 1977
- "Unchiul Ahmad" , Quest, noiembrie-decembrie 1977
- „Teenage Wasteland” , Seventeen, (1983)

### Adaptări de film
- Turistul accidental (1988)
- Lecții de respirație (TV) (1994)
- Saint Maybe (TV) (1998)
- A Slipping-Down Life (1999)
- Posesiunile pământești (TV) (1999)
- Înapoi când eram adulți (TV) (2004)

## Premii
Tyler este membru al Academiei Americane de Arte și Litere din 1983. 
pentru Morgan's Passing (1980):
- Premiul Janet Heidinger Kafka pentru ficțiune
- nominalizat, American Book Award for Fiction
- nominalizat, Premiul Cercului Național al Criticilor de Carte pentru ficțiune

- Finalist, Premiul Pulitzer pentru ficțiune
- Finalist, Premiul PEN / Faulkner
- Finalist, American Book Award for Fiction

- 1985 Premiul Cercului Național al Criticilor de Carte pentru ficțiune
- Premiul de carte ambasador 1986 pentru ficțiune
- Finalist, Premiul Pulitzer pentru ficțiune

- Premiul Pulitzer pentru ficțiune (1989)
- Time Magazine ' «Cartea anului»

- Finalist, Premiul Orange pentru ficțiune 1996

pentru Săpat în America (2006):
- Finalist, Premiul Orange pentru ficțiune 2007

pentru A Spool of Blue Thread (2015):
- Finalist, Premiul Man Booker 2015
- Finalist, Premiul feminin Baileys pentru ficțiune 2015

pentru Redhead By the Side of the Road (2020):
- Longlist, The Man Booker Prize 2020

pentru realizarea pe toată durata vieții:
- Finalist, Premiul Internațional Man Booker 2011
- Premiul Sunday Times pentru excelență literară 2012